# Frijazz
Frijazz eller avantgardjazz, free jazz, är en riktning inom jazzen som karaktäriseras av minimal hänsyn till och påverkan av formella gränser. Frijazzen introducerades under 1950- och 1960-talet av artister som Ornette Coleman, Cecil Taylor, Albert Ayler, Archie Shepp och Sun Ra. Den frijazz som är mest känd är kanske musiken som John Coltrane producerade i slutet av sin karriär. Även om frijazz ofta förknippas med tiden då den introducerades, har många musiker som Peter Brötzmann, Mats Gustafsson, Theo Jörgensmann och Steve Lacy vidareutvecklat genren. 
I Sverige utmärker sig trion Correction, bestående av trumslagaren Emil Åstrand-Melin, pianisten Sebastian Bergström och basisten Joacim Nyberg. Bland annat tack vare Åstrand-Melins utmärkta trumteknik har till exempel Svenska Dagbladet lakoniskt konstaterat att trion upphöjt den svenska frijazzen till nya nivåer.
Frijazzen uppkom som en reaktion på att den (ursprungligen) svarta musikformen jazz har "förvitats" och inte längre var de svartas musik, jfr bebop. Utmärkande drag inom frijazz är att melodin är just fri. Ensemblen bestod vanligen av en trumpetare, en saxofonist, en trumslagare och en kontrabasist. Trumpetaren och saxofonisten spelade mot varandra snarare än med varandra. Melodin anses vara det vita i musiken och det som håller ihop kompositionerna inom frijazzgenren är basen och trummorna, ursprungligen de svartas instrument.

## Historia
Om inte Ornette Coleman var den som direkt etablerade frijazzen, så bidrog han starkt till att utkristallisera den fria formen på slutet av 1950-talet. Oavsett så får Coleman ganska säkert äran för namnet "frijazz". Under 1960 gav han ut albumet Free Jazz: A Collective Improvisation. Titeln blev genast synonym med samtidens utveckling inom jazz, och blev vartefter namnet på genren.
Det fanns däremot föregångare. Två låtar av pianisten Lennie Tristano anses av vissa vara de första frijazzlåtarna som gjorts. "Digression" och "Intuition" spelades båda in 1949. Ingen av dem hade förarrangerade melodier, harmonier eller rytmer.
Det mesta av Sun Ras musik kan också klassificeras som frijazz, även om Sun Ra själv upprepade gånger hävdade att hans musik var skriven och att det han skrev lät friare än det frijazz-killarna presterade.
Några av Charles Mingus produktioner var också viktiga för etableringen av genren frijazz. Speciellt bör hans tidiga Atlantic Records-inspelningar nämnas, som Pithecanthropus Erectus, The Clown och Tijuana Moods.
Sedan mitten av 1950-talet hade Jackie McLean utforskat ett koncept som han kallade för "The Big Room", där de ofta stränga reglerna i bebop kunde lösgöras eller skippas helt.
Under 1960 - 1962 fick en trio ledd av Jimmy Giuffre, med Paul Bley och Steve Swallow, ganska lite uppmärksamhet, men senare blev de räknade som en av de mest innovativa frijazz-ensemblerna.
Eric Dolphys samarbete med Charles Mingus, John Coltrane, och Chico Hamilton, i kombination med hans egna soloproduktioner, har också haft stor betydelse för utvecklingen av frijazz.

## Definition
Det finns ingen allmänt accepterad definition av begreppet frijazz. Försök att definiera begreppet blir komplicerade eftersom många musiker som spelar inom andra stilarter använder begreppet, samt eftersom frijazz blandas med andra stilar. Många musiker tenderar dessutom att försöka undvika att klassificeras eftersom de anser att det är en onödig begränsning.
Inom frijazz är improvisation essensiellt, och tvärt om mot tidigare stilarter där solona alltid var uppbyggda av det komponerade materialets ramverk (ackord och melodi), ger frijazzen utövarna mycket bredare möjligheter.
Den här typen av musik spelas ofta av mindre orkestrar och låter ofta aggressiv, dissonant och har generellt mycket ljud och energi. Många kritiker, speciellt de tidiga, ansåg att frånvaron av jazzens kända element var ett tecken på att musikerna saknade musikalisk teknik. Många musiker använder instrumenten på ett okonventionellt sätt, som till exempel överblåstekniker. Idag är sådana åsikter marginella och musiken har byggt en tradition som följs av seriösa kritiker.
Utöver detta så låter frijazz sig bäst beskrivas som det vi kallar "andra former av jazz", och det täcker begrepp som ragtime, dixieland, swing, bebop, cool jazz, jazz fusion.
I "andra former av jazz" används fasta tempon och starkt pulserande rytmer, vanligtvis i 4/4, men också i andra takter. Frijazz behåller vanligtvis en generell puls och svänger ofta, men utan fast tempo, och ofta med accelerando och ritardando, som ger ett intryck av att musiken rör sig i vågor. Musikerna spelar ofta i olika tempon.
"Andra former av jazz" använder harmoniska strukturer (vanligen diatoniska ackord) och improvisationer baseras på noterna i ackorden. I frijazz undgås, nästan per definition, sådana strukturer. Ändå behålls mycket av språket från tidigare stilarter. Det är därför vanlig att höra diatoniska fraser, bluesfraser och liknande i den här musiken. Det är också vanligt med ett slätt harmonischema som underlag (se modal jazz), men frånvaron av sådana primitiva hjälpmedel är också vanligt.